# Orde van Verdienste van het Koreaanse Rode Kruis
De Orde van Verdienste van het Koreaanse Rode Kruis (Koreaans: "Taeguk-Jang") is een exclusieve onderscheiding voor verdiensten voor het Rode Kruis. Meestal wordt de onderscheiding in de Ie Klasse aan staatshoofden verleend. De IIe Klasse is voor premiers, de vice president van het Koreaanse Rode Kruis, Buitenlandse voorzitters van het Rode Kruis en Voorzitters van het Internationale Rode Kruis.
De tekst op het versiersel van Matts Bergom Larson luidt "Dae Han Juck Sip Ja Sa" (Koreaanse Rode Kruis), "Juck Sip Ja" - Dae Jang (Rode Kruis onderscheiding) ,Taeguk-Jang (Orde van Verdienste) en Je 7 Ho wat betekent dat dit de 7e maal was dat de onderscheiding in deze graad werd uitgereikt.
Het versiersel is een bronzen ster met zeven punten die op een kleinere ster met zeven punten en smalle naaldvormige stralen is gelegd. Het yin-yang symbool en het Kruis van Genève zijn geëmailleerd. De verhoging en verbinding met het blauwe lint met de twee goudgele strepen is een gestileerde bloem.
Onder de dragers was
- Matts Bergom Larson Voorzitter van het Zweedse Rode Kruis ( 17 oktober 1975) IIe Klasse